# 장고 라인하르트
장 "장고" 라인하르트(Jean "Django" Reinhardt, 1910년 1월 23일 ~ 1953년 5월 16일)는 벨기에 태생의 재즈 기타리스트이다. 집시 음악과 스윙 재즈를 융합시킨 집시 스윙의 창시자로 알려져있다. 종종 "유럽 최초의 위대한 재즈 뮤지션"이라고 평가되며, 후세의 뮤지션에 큰 영향을 미치는 많은 걸작을 발표했다. 호텔 방에서 갑자기 사라져 집시의 야영지에서 묵는가 하면 몇 주일동안 번 돈을 하룻밤 도박으로 날려버리는 등 평생 ‘집시 기질’ 지닌 채 살아가며 연주했다.
벨기에 리벨시에서 태어난 장고는 12세때 어머니에게서 선물받은 벤조로 연주를 시작했고, 집시 무리를 떠나 파리의 음악인들과 교류하면서 음악의 폭을 넓혔다. 장고는 1928년 화재로 다리와 왼손에 심한 화상을 입게 된 후 왼손은 마비되고 두 개의 손가락을 잃었다. 이후 6개월에 걸친 혼신의 연습으로 재활훈련을 거쳐 핑거링시 두 손가락을 질질 끌며 지판을 이동하는 특이한 연주기법으로 기타리스트의 길을 포기하지 않았다.
장고는 1930년 20살이 되던 해 듀크 엘링턴, 조 베누티, 바이더백, 니콜스, 에디 랭, 루이 암스트롱 등의 연주에 감명을 받게 되면서 재즈 기타리스트의 길로 접어들었고, 1931년 프랑스 재즈계에 등장하여 1934년 파리에서 S.그라펠리와 함께 '핫클럽 5중주단(Quintette du Hot Club de France)'을 조직하고 독특한 기교와 광시곡 스타일의 기타 솔로로 미국에까지 알려졌다. 1946년에 듀크 엘링턴의 초대로 미국순회공연을 통해 자신의 기타세계를 널리 알렸다.

## 같이 보기
- 벨기에 사람 목록
- 장 사블롱